# Torneo Clausura 2008 (Chile)
El Torneo de Clausura del Fútbol Nacional Copa BancoEstado de Primera División de Fútbol Profesional, año 2008 es el segundo y último torneo de la temporada 2008 de la primera división chilena de fútbol. El torneo comenzó el 21 de junio de 2008 y terminó el 20 de diciembre de dicho año con Colo-Colo como campeón y Palestino como Subcampeón.
Se jugó en modalidad mexicana, es decir, se forman cuatro grupos: tres grupos de cinco equipos; y uno de cuatro y se enfrentan todos contra todos en cada grupo, en una rueda. Los dos primeros de cada grupo accedieron a los play-offs o sistema de eliminación directa, en donde los equipos jugaron en cuartos de final, semifinal y final (partidos de ida y vuelta).
El Torneo Clausura 2008 entregó dos cupos para la Copa Libertadores 2009: el campeón participará en este torneo continental integrándose a la fase de grupos como Chile 2, mientras que el equipo que gane la Fase Clasificatoria del campeonato (puntaje acumulado antes de la fase de play-offs) se intregrará a la ronda preliminar como Chile 3. En caso de coincidir ambos equipos, el cupo de Chile 3 será ocupado por el 2° lugar de la Fase Clasificatoria del Clausura.
Su transmisión en vivo fue por el canal CDF Premium; en diferido lunes y martes por CDF Básico.

## Equipos
La temporada se inició con 20 equipos, pero esta situación cambió debido a la suspensión de Deportes Concepción. Sin este equipo, son 19 los participantes y cada uno tendrá la fecha libre cuando le correspondía jugar con Concepción. También cambiaría el sistema de descenso, ya que los lilas fueron enviados directamente a Primera B, El Tribunal Calificador igual lo incluyó en las tablas de posiciones, como forma de que aparecieran bajados de división por puntos, para evitar errores que se cometieron en torneos anteriores (donde se le impidió jugar pero no descendió por errores en las sanciones decretadas), siendo el primero de los 4 equipos que deben bajar según lo planificado por la ANFP. Aunque en primera instancia Deportes Concepción figuró en la programación y estaba en el Grupo 1 junto a Ñublense, Universidad de Chile, Colo-Colo y Unión Española, el 27 de junio se decretó su suspensión definitiva y descenso. De hecho, Deportes Concepción fue sancionado con 3 puntos por no pagar los sueldos de sus jugadores en mayo (correspondía descontarlo en el torneo de Apertura 2008, pero se decidió hacerlo en este; por eso figura con 3 puntos en contra). Los distintos medios de comunicación, por el hecho de que no jugaba ni sumaba puntos, no lo incluían en las tablas de posiciones.
Universidad de Chile quedó libre en la primera fecha.

## Árbitros
Esta es la lista de todos los árbitros disponibles que pudieron dirigir partidos este torneo. Rubén Selmán se retiró del arbitraje una vez finalizado el torneo.
| Árbitros           | Edad    | Categoría |
| ------------------ | ------- | --------- |
| Manuel Acosta      | 39 años |           |
| Guido Aros         | 43 años |           |
| Julio Bascuñán     | 30 años |           |
| Carlos Chandía     | 44 años |           |
| René de la Rosa    | 36 años |           |
| Claudio Fuenzalida | 38 años |           |
| Eduardo Gamboa     | 32 años |           |
| Álvaro García      | 31 años |           |
| José Henríquez     | 38 años |           |
| Jorge Osorio       | 31 años |           |
| Enrique Osses      | 34 años |           |
| Patricio Polic     | 36 años |           |
| Eduardo Ponce      | 42 años |           |
| Pablo Pozo         | 35 años |           |
| Claudio Puga       | 36 años |           |
| Rubén Selmán       | 45 años |           |

## Equipos por región
| Región               | N.º | Equipos |
| -------------------- | --- | --- |
| Región Metropolitana | 8   | Audax Italiano, Colo-Colo, Deportes Melipilla, Palestino, Santiago Morning, Unión Española, Universidad Católica y Universidad de Chile |
| Biobío               | 4   | Deportes Concepción, Huachipato, Ñublense y Universidad de Concepción                                                                   |
| Antofagasta          | 2   | Cobreloa y Deportes Antofagasta |
| Atacama              | 1   | Cobresal |
| Coquimbo             | 1   | Deportes La Serena |
| Valparaíso           | 1   | Everton |
| O'Higgins            | 1   | O'Higgins |
| Maule                | 1   | Rangers |
| Los Lagos            | 1   | Provincial Osorno |

|
| Audax Italiano Universidad de Chile Colo-Colo Universidad Católica Unión Española Palestino Santiago Morning |

|}

## Datos de los clubes
Fecha de actualización: 25 de octubre de 2008
| Equipo                    | Entrenador             | Estadio                          | Capacidad | Marca      | Patrocinador        |
| ------------------------- | ---------------------- | -------------------------------- | --------- | ---------- | ------------------- |
| Audax Italiano            | Raúl Toro              | Monumental                       | 45.000    | Diadora    |                     |
| Cobreloa                  | Marco Antonio Figueroa | Municipal de Calama              | 20.180    | Lotto      | Hino                |
| Cobresal                  | José Cantillana        | El Cobre                         | 20.752    | Lotto      | Cristal             |
| Colo-Colo                 | Marcelo Barticciotto   | Monumental                       | 45.000    | Umbro      | Cristal             |
| Deportes Antofagasta      | Hernán Ibarra          | Regional de Antofagasta          | 26.339    | Training   | Escondida           |
| Deportes La Serena        | Víctor Hugo Castañeda  | La Portada                       | 18.500    | Training   | Deca                |
| Deportes Melipilla        | José Díaz              | Roberto Bravo Santibáñez         | 6.500     | Lotto      | Ariztía             |
| Everton                   | Nelson Acosta          | Sausalito                        | 25.000    | Brooks     | Cristal             |
| Huachipato                | Fernando Vergara       | Municipal de Concepción          | 35.000    | Diadora    | Acero CAP           |
| Ñublense                  | Fernando Díaz          | Arístides Bahamondes             | 5.000     | Lotto      | Danone              |
| O'Higgins                 | Jorge Sampaoli         | El Teniente                      | 14.450    | Lotto      | PF                  |
| Palestino                 | Luis Musrri            | Municipal de La Cisterna         | 12.000    | Training   | Telmex              |
| Provincial Osorno         | Gerhard Reiher         | Rubén Marcos Peralta             | 11.800    | Club Sport | Tata                |
| Rangers                   | Óscar del Solar        | Fiscal de Talca                  | 17.020    | Lotto      | PF                  |
| Santiago Morning          | José Basualdo          | Municipal de La Pintana          | 6.000     | Training   | Finasur             |
| Unión Española            | Luis Hernán Carvallo   | Santa Laura                      | 28.500    | Diadora    | Cristal             |
| Universidad Católica      | Mario Lepe             | San Carlos de Apoquindo          | 20.000    | Puma       | Cristal             |
| Universidad de Chile      | Arturo Salah           | Nacional Julio Martínez Prádanos | 66.660    | Adidas     | Telmex              |
| Universidad de Concepción | Jorge Pellicer         | Municipal de Concepción          | 35.000    | Lotto      | Sparta Santa Isabel |

Nota: Los técnicos debutantes en este torneo están en cursiva.

#### Cambios de entrenadores
Los entrenadores interinos aparecen en cursiva.
| Equipo                    | Entrenador             | Fechas        |
| ------------------------- | ---------------------- | ------------- |
| Cobreloa                  | Gustavo Benítez        | 1 - 6         |
| Cobreloa                  | Rubén Vallejos         | 7             |
| Cobreloa                  | Marco Antonio Figueroa | 8 - Presente  |
| Colo-Colo                 | Fernando Astengo       | 1 - 10        |
| Colo-Colo                 | Marcelo Barticciotto   | 11 - Presente |
| Deportes Melipilla        | Ricardo Dabrowski      | 1 - 8         |
| Deportes Melipilla        | José Díaz              | 9 - Presente  |
| Provincial Osorno         | Mario Vanemerak        | 1 - 16        |
| Provincial Osorno         | Gerhard Reiher         | 17 - Presente |
| Unión Española            | Jorge Garcés           | 1 - 13        |
| Unión Española            | Luis Hernán Carvallo   | 14 - Presente |
| Universidad Católica      | Fernando Carvallo      | 1 - 14        |
| Universidad Católica      | Mario Lepe             | 15 - Presente |
| Universidad de Concepción | Marcelo Barticciotto   | 1 - 7         |
| Universidad de Concepción | Yuri Fernández         | 8             |
| Universidad de Concepción | Jorge Pellicer         | 9 - Presente  |

## Fase Clasificatoria

### Clasificación por grupos
Fecha de actualización: 9 de noviembre de 2008

#### Grupo 1
| Pos | Equipo               | Pts | PJ | G  | E | P | GF | GC | DIF |
| --- | -------------------- | --- | -- | -- | - | - | -- | -- | --- |
| 1   | Universidad de Chile | 38  | 18 | 12 | 2 | 4 | 39 | 21 | 18  |
| 2   | Colo-Colo            | 33  | 18 | 10 | 3 | 5 | 32 | 19 | 13  |
| 3   | Unión Española       | 25  | 18 | 7  | 4 | 7 | 28 | 32 | -4  |
| 4   | Ñublense             | 17  | 18 | 3  | 8 | 7 | 21 | 29 | -8  |
| 5   | Deportes Concepción  | -3  | 0  | 0  | 0 | 0 | 0  | 0  | 0   |

#### Grupo 2
| Pos | Equipo               | Pts | PJ | G | E | P  | GF | GC | DIF |
| --- | -------------------- | --- | -- | - | - | -- | -- | -- | --- |
| 1   | Rangers              | 30  | 18 | 9 | 3 | 6  | 25 | 25 | 0   |
| 2   | Universidad Católica | 29  | 18 | 9 | 2 | 7  | 37 | 33 | 4   |
| 3   | Everton              | 28  | 18 | 9 | 1 | 8  | 28 | 25 | 3   |
| 4   | Deportes La Serena   | 27  | 18 | 7 | 6 | 5  | 37 | 34 | 3   |
| 5   | Provincial Osorno    | 10  | 18 | 3 | 1 | 14 | 18 | 38 | -20 |

#### Grupo 3
| Pos | Equipo                    | Pts | PJ | G  | E | P  | GF | GC | DIF |
| --- | ------------------------- | --- | -- | -- | - | -- | -- | -- | --- |
| 1   | Palestino                 | 33  | 18 | 10 | 3 | 5  | 29 | 22 | 7   |
| 2   | O'Higgins                 | 28  | 18 | 8  | 4 | 6  | 39 | 35 | 4   |
| 3   | Santiago Morning          | 26  | 18 | 7  | 5 | 6  | 30 | 32 | -2  |
| 4   | Universidad de Concepción | 21  | 18 | 5  | 6 | 7  | 32 | 32 | 0   |
| 5   | Deportes Melipilla        | 11  | 18 | 3  | 2 | 13 | 19 | 38 | -19 |

#### Grupo 4
| Pos | Equipo               | Pts | PJ | G | E | P | GF | GC | DIF |
| --- | -------------------- | --- | -- | - | - | - | -- | -- | --- |
| 1   | Huachipato           | 27  | 18 | 8 | 3 | 7 | 33 | 25 | 8   |
| 2   | Cobreloa             | 27  | 18 | 8 | 3 | 7 | 34 | 32 | 2   |
| 3   | Audax Italiano       | 24  | 18 | 6 | 6 | 6 | 25 | 25 | 0   |
| 4   | Deportes Antofagasta | 23  | 18 | 7 | 2 | 9 | 20 | 27 | -7  |
| 5   | Cobresal             | 21  | 18 | 5 | 6 | 7 | 24 | 26 | -2  |

 Pts=Puntos; PJ=Partidos jugados; G=Partidos ganados; E=Partidos empatados; P=Partidos perdidos; GF=Goles a favor; GC=Goles en contra; DIF=Diferencia de gol
|  | Clasificado a cuartos de final |
|  | Clasificado a repechaje        |

### Tabla General
| Pos | Equipo                    | Pts | PJ | G  | E | P  | GF | GC | DIF |
| --- | ------------------------- | --- | -- | -- | - | -- | -- | -- | --- |
| 1   | Universidad de Chile      | 38  | 18 | 12 | 2 | 4  | 39 | 21 | 18  |
| 2   | Colo-Colo                 | 33  | 18 | 10 | 3 | 5  | 32 | 19 | 13  |
| 3   | Palestino                 | 33  | 18 | 10 | 3 | 5  | 29 | 22 | 7   |
| 4   | Rangers                   | 30  | 18 | 9  | 3 | 6  | 25 | 25 | 0   |
| 5   | Universidad Católica      | 29  | 18 | 9  | 2 | 7  | 37 | 33 | 4   |
| 6   | Everton                   | 28  | 18 | 9  | 1 | 8  | 28 | 25 | 3   |
| 7   | O'Higgins                 | 28  | 18 | 8  | 4 | 6  | 39 | 35 | 4   |
| 8   | Huachipato                | 27  | 18 | 8  | 3 | 7  | 33 | 25 | 8   |
| 9   | Cobreloa                  | 27  | 18 | 8  | 3 | 7  | 34 | 32 | 2   |
| 10  | Deportes La Serena        | 27  | 18 | 7  | 6 | 5  | 37 | 34 | 3   |
| 11  | Santiago Morning          | 26  | 18 | 7  | 5 | 6  | 30 | 32 | -2  |
| 12  | Unión Española            | 25  | 18 | 7  | 4 | 7  | 27 | 31 | -4  |
| 13  | Audax Italiano            | 24  | 18 | 6  | 6 | 6  | 25 | 25 | 0   |
| 14  | Deportes Antofagasta      | 23  | 18 | 7  | 2 | 9  | 20 | 27 | -7  |
| 15  | Universidad de Concepción | 21  | 18 | 5  | 6 | 7  | 32 | 32 | 0   |
| 16  | Cobresal                  | 21  | 18 | 5  | 6 | 7  | 24 | 26 | -2  |
| 17  | Ñublense                  | 17  | 18 | 3  | 8 | 7  | 21 | 29 | -8  |
| 18  | Deportes Melipilla        | 11  | 18 | 3  | 2 | 13 | 19 | 38 | -19 |
| 19  | Provincial Osorno         | 10  | 18 | 3  | 1 | 14 | 20 | 40 | -20 |
| 20  | Deportes Concepción       | -3  | 0  | 0  | 0 | 0  | 0  | 0  | 0   |

|  | Clasificado a cuartos de final y a la fase previa de la Copa Libertadores 2009 como Chile 3.                         |
|  | Clasificado a cuartos de final y a la fase grupal de la Copa Libertadores 2009 como Chile 2 (tras resultar campeón). |
|  | Clasificado a cuartos de final.                                                                                      |
|  | Clasificado a repechaje.                                                                                             |

## Resultados
|                             | Unión Española       | 1 - 0 | Deportes Melipilla        |  | Santa Laura             | Julio Bascuñán  | 21 de junio | 16:00 | CDF |
|                             | Deportes La Serena   | 1 - 1 | Audax Italiano            |  | La Portada              | Carlos Chandía  | 21 de junio | 18:00 | CDF |
|                             | Santiago Morning     | 1 - 0 | Universidad Católica      |  | Municipal de La Pintana | Jorge Osorio    | 22 de junio | 15:00 | CDF |
|                             | Huachipato           | 1 - 2 | Cobreloa                  |  | Las Higueras            | Patricio Polic  | 22 de junio | 15:00 |     |
|                             | Ñublense             | 2 - 2 | Rangers                   |  | Arístides Bahamondes    | Rubén Selmán    | 22 de junio | 15:00 |     |
|                             | O'Higgins            | 3 - 3 | Universidad de Concepción |  | El Teniente             | Álvaro García   | 22 de junio | 15:30 |     |
|                             | Deportes Antofagasta | 0 - 3 | Palestino                 |  | Regional de Antofagasta | René de la Rosa | 22 de junio | 16:00 |     |
|                             | Everton              | 2 - 0 | Cobresal                  |  | Sausalito               | Claudio Puga    | 9 de julio  | 20:00 |     |
|                             | Colo-Colo            | 4 - 1 | Provincial Osorno         |  | Monumental              | Eduardo Gamboa  | 16 de julio | 16:00 | CDF |
| Libre: Universidad de Chile |                      |       |                           |  |                         |                 |             |       |     |

|                         | Palestino                 | 2 - 3 | O'Higgins            |  | Municipal de La Cisterna | Pablo Pozo         | 28 de junio | 15:30 |     |
|                         | Universidad Católica      | 0 - 1 | Everton              |  | San Carlos de Apoquindo  | Carlos Chandía     | 28 de junio | 16:30 | CDF |
|                         | Universidad de Concepción | 3 - 1 | Deportes Antofagasta |  | Municipal de Concepción  | Eduardo Ponce      | 28 de junio | 18:00 |     |
|                         | Provincial Osorno         | 3 - 1 | Huachipato           |  | Rubén Marcos Peralta     | José Henríquez     | 28 de junio | 19:00 |     |
|                         | Audax Italiano            | 0 - 0 | Unión Española       |  | Monumental               | Eduardo Gamboa     | 28 de junio | 19:00 | CDF |
|                         | Rangers                   | 2 - 1 | Deportes La Serena   |  | Fiscal de Talca          | Enrique Osses      | 29 de junio | 15:30 |     |
|                         | Deportes Melipilla        | 0 - 2 | Colo-Colo            |  | Roberto Bravo Santibáñez | Rubén Selmán       | 29 de junio | 15:30 | CDF |
|                         | Cobreloa                  | 1 - 1 | Cobresal             |  | Municipal de Calama      | Claudio Fuenzalida | 29 de junio | 16:00 |     |
|                         | Universidad de Chile      | 2 - 1 | Ñublense             |  | Nacional                 | Jorge Osorio       | 29 de junio | 18:00 | CDF |
| Libre: Santiago Morning |                           |       |                      |  |                          |                    |             |       |     |

|                       | Unión Española       | 1 - 4 | Universidad Católica      |  | Santa Laura             | Rubén Selmán    | 5 de julio | 15:30 | CDF |
|                       | Everton              | 2 - 1 | Universidad de Concepción |  | Sausalito               | Julio Bascuñán  | 5 de julio | 18:00 |     |
|                       | O'Higgins            | 1 - 0 | Cobreloa                  |  | El Teniente             | Enrique Osses   | 5 de julio | 18:00 | CDF |
|                       | Deportes La Serena   | 1 - 0 | Deportes Melipilla        |  | La Portada              | Claudio Puga    | 5 de julio | 19:00 |     |
|                       | Huachipato           | 1 - 1 | Santiago Morning          |  | Las Higueras            | Carlos Chandía  | 6 de julio | 15:00 |     |
|                       | Provincial Osorno    | 4 - 1 | Ñublense                  |  | Rubén Marcos Peralta    | René de la Rosa | 6 de julio | 15:30 |     |
|                       | Deportes Antofagasta | 2 - 1 | Rangers                   |  | Regional de Antofagasta | Patricio Polic  | 6 de julio | 16:00 |     |
|                       | Cobresal             | 1 - 2 | Universidad de Chile      |  | El Cobre                | Eduardo Ponce   | 6 de julio | 16:00 | CDF |
|                       | Colo-Colo            | 0 - 0 | Palestino                 |  | Monumental              | Álvaro García   | 6 de julio | 18:30 | CDF |
| Libre: Audax Italiano |                      |       |                           |  |                         |                 |            |       |     |

|                 | Palestino                 | 1 - 1 | Santiago Morning   |  | Municipal de La Cisterna         | Enrique Osses      | 12 de julio | 15:30 | CDF |
|                 | Cobreloa                  | 1 - 1 | Unión Española     |  | Municipal de Calama              | Eduardo Ponce      | 12 de julio | 16:00 |     |
|                 | O'Higgins                 | 3 - 0 | Cobresal           |  | El Teniente                      | Carlos Chandía     | 12 de julio | 18:00 |     |
|                 | Universidad de Chile      | 1 - 2 | Everton            |  | Nacional Julio Martínez Prádanos | Rubén Selmán       | 12 de julio | 19:00 | CDF |
|                 | Universidad de Concepción | 1 - 2 | Colo-Colo          |  | Municipal de Concepción          | Jorge Osorio       | 13 de julio | 15:30 | CDF |
|                 | Rangers                   | 1 - 0 | Provincial Osorno  |  | Fiscal de Talca                  | Claudio Fuenzalida | 13 de julio | 15:30 |     |
|                 | Deportes Antofagasta      | 0 - 2 | Huachipato         |  | Regional de Antofagasta          | Eduardo Gamboa     | 13 de julio | 16:00 |     |
|                 | Audax Italiano            | 2 - 2 | Deportes Melipilla |  | Monumental                       | José Henríquez     | 13 de julio | 16:00 |     |
|                 | Universidad Católica      | 1 - 1 | Deportes La Serena |  | San Carlos de Apoquindo          | Pablo Pozo         | 13 de julio | 18:00 | CDF |
| Libre: Ñublense |                           |       |                    |  |                                  |                    |             |       |     |

|                  | Huachipato         | 1 - 1 | Universidad de Concepción |  | Las Higueras                     | Patricio Polic  | 19 de julio | 15:00 | CDF |
|                  | Everton            | 0 - 1 | Palestino                 |  | Sausalito                        | Manuel Acosta   | 19 de julio | 18:00 |     |
|                  | Unión Española     | 1 - 4 | Universidad de Chile      |  | Nacional Julio Martínez Prádanos | Claudio Puga    | 19 de julio | 18:00 | CDF |
|                  | Deportes La Serena | 6 - 2 | Cobreloa                  |  | La Portada                       | René de la Rosa | 19 de julio | 19:00 |     |
|                  | Colo-Colo          | 2 - 3 | Rangers                   |  | Monumental                       | Julio Bascuñán  | 20 de julio | 15:30 | CDF |
|                  | Santiago Morning   | 2 - 1 | Deportes Antofagasta      |  | Municipal de La Pintana          | José Henríquez  | 20 de julio | 15:30 |     |
|                  | Deportes Melipilla | 1 - 1 | Ñublense                  |  | Roberto Bravo Santibáñez         | Eduardo Gamboa  | 20 de julio | 15:30 |     |
|                  | Cobresal           | 1 - 2 | Audax Italiano            |  | El Cobre                         | Álvaro García   | 20 de julio | 16:00 |     |
|                  | Provincial Osorno  | 2 - 4 | Universidad Católica      |  | Rubén Marcos Peralta             | Rubén Selmán    | 20 de julio | 18:00 | CDF |
| Libre: O'Higgins |                    |       |                           |  |                                  |                 |             |       |     |

|                             | Unión Española            | 1 - 1 | Cobresal             |  | Santa Laura                      | Julio Bascuñán     | 26 de julio | 16:00 | CDF |
|                             | Everton                   | 5 - 5 | Deportes La Serena   |  | Sausalito                        | Rubén Selmán       | 26 de julio | 16:00 |     |
|                             | Universidad de Concepción | 4 - 1 | Provincial Osorno    |  | Municipal de Concepción          | Claudio Puga       | 26 de julio | 17:00 |     |
|                             | O'Higgins                 | 4 - 1 | Santiago Morning     |  | El Teniente                      | Claudio Fuenzalida | 26 de julio | 18:00 |     |
|                             | Universidad de Chile      | 4 - 1 | Deportes Melipilla   |  | Nacional Julio Martínez Prádanos | Álvaro García      | 26 de julio | 19:30 | CDF |
|                             | Ñublense                  | 1 - 2 | Colo-Colo            |  | Municipal de Concepción          | Eduardo Ponce      | 27 de julio | 15:00 | CDF |
|                             | Rangers                   | 1 - 1 | Palestino            |  | Fiscal de Talca                  | Carlos Chandía     | 27 de julio | 15:30 |     |
|                             | Cobreloa                  | 1 - 2 | Deportes Antofagasta |  | Municipal de Calama              | Jorge Osorio       | 27 de julio | 16:00 |     |
|                             | Audax Italiano            | 0 - 3 | Huachipato           |  | Monumental                       | Enrique Osses      | 27 de julio | 17:30 | CDF |
| Libre: Universidad Católica |                           |       |                      |  |                                  |                    |             |       |     |

|                           | Palestino            | 3 - 1 | Universidad de Concepción |  | Municipal de La Cisterna         | Eduardo Gamboa  | 2 de agosto | 15:30 |     |
|                           | Audax Italiano       | 2 - 1 | Everton                   |  | Monumental                       | Jorge Osorio    | 2 de agosto | 16:30 | CDF |
|                           | Huachipato           | 1 - 2 | Rangers                   |  | Municipal de Concepción          | René de la Rosa | 2 de agosto | 19:00 |     |
|                           | Universidad de Chile | 3 - 1 | Cobreloa                  |  | Nacional Julio Martínez Prádanos | Eduardo Ponce   | 2 de agosto | 19:00 | CDF |
|                           | Deportes Melipilla   | 3 - 1 | Provincial Osorno         |  | Roberto Bravo Santibáñez         | Manuel Acosta   | 3 de agosto | 12:00 | CDF |
|                           | Santiago Morning     | 1 - 2 | Unión Española            |  | Municipal de La Pintana          | Patricio Polic  | 3 de agosto | 15:30 |     |
|                           | Universidad Católica | 1 - 0 | Colo-Colo                 |  | Nacional Julio Martínez Prádanos | Carlos Chandía  | 3 de agosto | 15:30 | CDF |
|                           | Cobresal             | 1 - 0 | Ñublense                  |  | El Cobre                         | José Henríquez  | 3 de agosto | 16:00 |     |
|                           | Deportes Antofagasta | 2 - 1 | O'Higgins                 |  | Regional de Antofagasta          | Guido Aros      | 3 de agosto | 16:00 |     |
| Libre: Deportes La Serena |                      |       |                           |  |                                  |                 |             |       |     |

|                       | Universidad de Concepción | 2 - 2 | Santiago Morning     |  | El Morro             | Álvaro García  | 9 de agosto  | 15:30 |     |
|                       | Colo-Colo                 | 1 - 1 | Audax Italiano       |  | Monumental           | Manuel Acosta  | 9 de agosto  | 16:30 | CDF |
|                       | Provincial Osorno         | 0 - 1 | Deportes Antofagasta |  | Rubén Marcos Peralta | Julio Bascuñán | 9 de agosto  | 19:00 |     |
|                       | Deportes La Serena        | 2 - 2 | Universidad de Chile |  | La Portada           | Carlos Chandía | 9 de agosto  | 19:30 | CDF |
|                       | Everton                   | 2 - 1 | Deportes Melipilla   |  | Sausalito            | Eduardo Ponce  | 10 de agosto | 12:00 | CDF |
|                       | Ñublense                  | 2 - 1 | Palestino            |  | Arístides Bahamondes | Rubén Selmán   | 10 de agosto | 15:30 |     |
|                       | O'Higgins                 | 1 - 1 | Universidad Católica |  | El Teniente          | Jorge Osorio   | 10 de agosto | 15:30 | CDF |
|                       | Cobresal                  | 2 - 2 | Huachipato           |  | El Cobre             | Guido Aros     | 10 de agosto | 16:00 |     |
|                       | Cobreloa                  | 3 - 0 | Rangers              |  | Municipal de Calama  | Patricio Polic | 10 de agosto | 16:00 |     |
| Libre: Unión Española |                           |       |                      |  |                      |                |              |       |     |

|                 | Palestino                 | 0 - 3 | Universidad de Chile |  | Nacional Julio Martínez Prádanos | Enrique Osses      | 14 de agosto | 20:00 | CDF |
|                 | Universidad de Concepción | 1 - 1 | Audax Italiano       |  | El Morro                         | Claudio Fuenzalida | 15 de agosto | 15:30 |     |
|                 | Provincial Osorno         | 0 - 3 | Cobresal             |  | Rubén Marcos Peralta             | Manuel Acosta      | 16 de agosto | 19:00 |     |
|                 | Rangers                   | 2 - 0 | Everton              |  | Fiscal de Talca                  | Carlos Chandía     | 17 de agosto | 15:30 | CDF |
|                 | Santiago Morning          | 2 - 2 | Ñublense             |  | Municipal de La Pintana          | Julio Bascuñán     | 17 de agosto | 15:30 |     |
|                 | Deportes La Serena        | 2 - 0 | Deportes Antofagasta |  | La Portada                       | Álvaro García      | 17 de agosto | 16:00 |     |
|                 | Universidad Católica      | 0 - 4 | Huachipato           |  | San Carlos de Apoquindo          | Eduardo Gamboa     | 17 de agosto | 18:00 | CDF |
|                 | Deportes Melipilla        | 2 - 1 | O'Higgins            |  | Roberto Bravo Santibáñez         | René de la Rosa    | 20 de agosto | 20:00 |     |
|                 | Colo-Colo                 | 2 - 1 | Unión Española       |  | Monumental                       | Rubén Selmán       | 27 de agosto | 19:30 | CDF |
| Libre: Cobreloa |                           |       |                      |  |                                  |                    |              |       |     |

|                           | Huachipato           | 1 - 2 | Palestino                 |  | Municipal de Concepción          | Claudio Puga       | 23 de agosto | 16:30 | CDF |
|                           | Audax Italiano       | 1 - 2 | Provincial Osorno         |  | Monumental                       | René de la Rosa    | 23 de agosto | 17:00 |     |
|                           | Universidad de Chile | 1 - 1 | Universidad de Concepción |  | Nacional Julio Martínez Prádanos | Jorge Osorio       | 23 de agosto | 19:00 | CDF |
|                           | Everton              | 2 - 0 | Unión Española            |  | Sausalito                        | Guido Aros         | 24 de agosto | 12:00 |     |
|                           | Santiago Morning     | 1 - 1 | Rangers                   |  | Municipal de La Pintana          | José Henríquez     | 24 de agosto | 15:30 |     |
|                           | O'Higgins            | 0 - 3 | Colo-Colo                 |  | El Teniente                      | Enrique Osses      | 24 de agosto | 15:30 | CDF |
|                           | Ñublense             | 1 - 1 | Cobreloa                  |  | Arístides Bahamondes             | Eduardo Ponce      | 24 de agosto | 15:30 |     |
|                           | Cobresal             | 1 - 1 | Deportes La Serena        |  | El Cobre                         | Claudio Fuenzalida | 24 de agosto | 16:00 |     |
|                           | Deportes Antofagasta | 2 - 3 | Universidad Católica      |  | Regional de Antofagasta          | Carlos Chandía     | 24 de agosto | 18:00 | CDF |
| Libre: Deportes Melipilla |                      |       |                           |  |                                  |                    |              |       |     |

|                                  | Palestino            | 3 - 4 | Cobreloa             |  | Municipal de La Cisterna | Manuel Acosta  | 30 de agosto | 15:30 | CDF |
|                                  | Colo-Colo            | 2 - 1 | Santiago Morning     |  | Monumental               | Claudio Puga   | 30 de agosto | 18:00 | CDF |
|                                  | Unión Española       | 2 - 3 | Deportes La Serena   |  | Santa Laura              | Pablo Pozo     | 31 de agosto | 12:00 |     |
|                                  | Provincial Osorno    | 1 - 2 | Universidad de Chile |  | Rubén Marcos Peralta     | Enrique Osses  | 31 de agosto | 15:00 | CDF |
|                                  | Huachipato           | 2 - 1 | Everton              |  | Municipal de Concepción  | Julio Bascuñán | 31 de agosto | 15:30 |     |
|                                  | Rangers              | 3 - 1 | O'Higgins            |  | Fiscal de Talca          | Álvaro García  | 31 de agosto | 15:30 |     |
|                                  | Ñublense             | 2 - 0 | Deportes Antofagasta |  | Arístides Bahamondes     | Guido Aros     | 31 de agosto | 15:30 |     |
|                                  | Deportes Melipilla   | 1 - 2 | Cobresal             |  | Roberto Bravo Santibáñez | Eduardo Gamboa | 31 de agosto | 16:00 |     |
|                                  | Universidad Católica | 2 - 4 | Audax Italiano       |  | San Carlos de Apoquindo  | Eduardo Ponce  | 31 de agosto | 20:00 | CDF |
| Libre: Universidad de Concepción |                      |       |                      |  |                          |                |              |       |     |

|                          | Cobresal             | 3 - 1 | Universidad Católica      |  | El Cobre                         | Jorge Osorio       | 13 de septiembre | 16:00 | CDF |
|                          | Audax Italiano       | 3 - 0 | Rangers                   |  | Monumental                       | Claudio Fuenzalida | 13 de septiembre | 18:00 |     |
|                          | O'Higgins            | 2 - 2 | Ñublense                  |  | El Teniente                      | Patricio Polic     | 13 de septiembre | 18:30 | CDF |
|                          | Deportes La Serena   | 2 - 1 | Universidad de Concepción |  | La Portada                       | René de la Rosa    | 13 de septiembre | 19:00 |     |
|                          | Everton              | 0 - 1 | Santiago Morning          |  | Sausalito                        | Álvaro García      | 14 de septiembre | 12:00 |     |
|                          | Unión Española       | 1 - 3 | Palestino                 |  | Santa Laura                      | Carlos Chandía     | 14 de septiembre | 12:00 |     |
|                          | Deportes Antofagasta | 1 - 0 | Colo-Colo                 |  | Regional de Antofagasta          | Manuel Acosta      | 14 de septiembre | 16:00 | CDF |
|                          | Cobreloa             | 2 - 0 | Deportes Melipilla        |  | Municipal de Calama              | José Henríquez     | 14 de septiembre | 16:00 |     |
|                          | Universidad de Chile | 1 - 3 | Huachipato                |  | Nacional Julio Martínez Prádanos | Eduardo Ponce      | 14 de septiembre | 18:30 | CDF |
| Libre: Provincial Osorno |                      |       |                           |  |                                  |                    |                  |       |     |

|                  | Universidad de Concepción | 2 - 0 | Cobreloa             |  | Municipal de Concepción  | Julio Bascuñán     | 20 de septiembre | 15:30 |     |
|                  | Palestino                 | 1 - 0 | Audax Italiano       |  | Municipal de La Cisterna | Guido Aros         | 20 de septiembre | 15:30 | CDF |
|                  | Provincial Osorno         | 1 - 1 | O'Higgins            |  | Rubén Marcos Peralta     | Carlos Chandía     | 20 de septiembre | 16:00 |     |
|                  | Rangers                   | 2 - 1 | Cobresal             |  | Fiscal de Talca          | Eduardo Ponce      | 20 de septiembre | 16:00 |     |
|                  | Deportes Antofagasta      | 1 - 1 | Unión Española       |  | Regional de Antofagasta  | Patricio Polic     | 20 de septiembre | 16:00 |     |
|                  | Santiago Morning          | 0 - 3 | Universidad de Chile |  | Monumental               | Eduardo Gamboa     | 20 de septiembre | 17:45 | CDF |
|                  | Deportes Melipilla        | 3 - 5 | Universidad Católica |  | Roberto Bravo Santibáñez | Claudio Puga       | 21 de septiembre | 15:30 | CDF |
|                  | Ñublense                  | 1 - 0 | Everton              |  | Arístides Bahamondes     | Jorge Osorio       | 21 de septiembre | 15:30 |     |
|                  | Huachipato                | 4 - 1 | Deportes La Serena   |  | Municipal de Concepción  | Claudio Fuenzalida | 21 de septiembre | 18:00 | CDF |
| Libre: Colo-Colo |                           |       |                      |  |                          |                    |                  |       |     |

|                   | Audax Italiano       | 1 - 0 | O'Higgins                 |  | Monumental                       | Manuel Acosta   | 27 de septiembre | 17:00 | CDF |
|                   | Unión Española       | 3 - 1 | Universidad de Concepción |  | Santa Laura                      | Jorge Osorio    | 27 de septiembre | 18:00 |     |
|                   | Deportes La Serena   | 3 - 3 | Ñublense                  |  | La Portada                       | José Henríquez  | 27 de septiembre | 20:00 |     |
|                   | Deportes Melipilla   | 0 - 1 | Rangers                   |  | Roberto Bravo Santibáñez         | Enrique Osses   | 27 de septiembre | 20:00 |     |
|                   | Universidad Católica | 1 - 2 | Palestino                 |  | San Carlos de Apoquindo          | Rubén Selmán    | 28 de septiembre | 12:00 | CDF |
|                   | Everton              | 3 - 1 | Colo-Colo                 |  | Sausalito                        | Carlos Chandía  | 28 de septiembre | 15:30 | CDF |
|                   | Cobreloa             | 4 - 0 | Provincial Osorno         |  | Municipal de Calama              | Álvaro García   | 28 de septiembre | 16:00 |     |
|                   | Cobresal             | 4 - 1 | Santiago Morning          |  | El Cobre                         | René de la Rosa | 28 de septiembre | 16:00 |     |
|                   | Universidad de Chile | 3 - 0 | Deportes Antofagasta      |  | Nacional Julio Martínez Prádanos | Claudio Puga    | 28 de septiembre | 18:00 | CDF |
| Libre: Huachipato |                      |       |                           |  |                                  |                 |                  |       |     |

|                | Palestino                 | 3 - 1 | Cobresal             |  | Municipal de La Cisterna | Manuel Acosta  | 4 de octubre | 16:00 | CDF |
|                | Huachipato                | 2 - 1 | Deportes Melipilla   |  | Municipal de Concepción  | Rubén Selmán   | 4 de octubre | 17:00 |     |
|                | O'Higgins                 | 4 - 3 | Everton              |  | El Teniente              | Pablo Pozo     | 4 de octubre | 18:00 | CDF |
|                | Santiago Morning          | 3 - 1 | Cobreloa             |  | Municipal de La Pintana  | Patricio Polic | 5 de octubre | 12:00 |     |
|                | Ñublense                  | 0 - 3 | Unión Española       |  | Arístides Bahamondes     | Claudio Puga   | 5 de octubre | 16:00 |     |
|                | Deportes Antofagasta      | 3 - 0 | Audax Italiano       |  | Regional de Antofagasta  | Enrique Osses  | 5 de octubre | 16:00 |     |
|                | Colo-Colo                 | 2 - 0 | Universidad de Chile |  | Monumental               | Jorge Osorio   | 5 de octubre | 16:10 | CDF |
|                | Provincial Osorno         | 1 - 2 | Deportes La Serena   |  | Rubén Marcos Peralta     | Julio Bascuñán | 5 de octubre | 18:30 |     |
|                | Universidad de Concepción | 3 - 5 | Universidad Católica |  | Municipal de Concepción  | Eduardo Ponce  | 5 de octubre | 18:30 | CDF |
| Libre: Rangers |                           |       |                      |  |                          |                |              |       |     |

|                | Universidad Católica      | 2 - 0 | Rangers              |  | San Carlos de Apoquindo          | Manuel Acosta   | 18 de octubre | 18:00 | CDF |
|                | Universidad de Concepción | 1 - 1 | Ñublense             |  | Municipal de Concepción          | René de la Rosa | 18 de octubre | 19:00 |     |
|                | Deportes La Serena        | 1 - 3 | O'Higgins            |  | La Portada                       | Claudio Puga    | 18 de octubre | 20:30 |     |
|                | Deportes Melipilla        | 0 - 2 | Palestino            |  | Roberto Bravo Santibáñez         | Patricio Polic  | 18 de octubre | 20:30 | CDF |
|                | Cobresal                  | 0 - 0 | Deportes Antofagasta |  | El Cobre                         | Rubén Selmán    | 19 de octubre | 16:00 |     |
|                | Cobreloa                  | 4 - 3 | Colo-Colo            |  | Municipal de Calama              | Pablo Pozo      | 19 de octubre | 16:00 | CDF |
|                | Provincial Osorno         | 0 - 1 | Santiago Morning     |  | Rubén Marcos Peralta             | Eduardo Ponce   | 19 de octubre | 17:00 |     |
|                | Unión Española            | 3 - 2 | Huachipato           |  | Santa Laura                      | Eduardo Gamboa  | 19 de octubre | 18:30 |     |
|                | Audax Italiano            | 0 - 1 | Universidad de Chile |  | Nacional Julio Martínez Prádanos | Carlos Chandía  | 19 de octubre | 18:30 | CDF |
| Libre: Everton |                           |       |                      |  |                                  |                 |               |       |     |

|                 | O'Higgins            | 5 - 3 | Unión Española            |  | El Teniente                      | Carlos Chandía | 24 de octubre | 18:00 | CDF |
|                 | Colo-Colo            | 3 - 0 | Deportes La Serena        |  | Monumental                       | Eduardo Ponce  | 24 de octubre | 20:00 | CDF |
|                 | Cobreloa             | 2 - 0 | Everton                   |  | Municipal de Calama              | Manuel Acosta  | 25 de octubre | 15:30 |     |
|                 | Palestino            | 1 - 0 | Provincial Osorno         |  | Municipal de La Cisterna         | Julio Bascuñán | 25 de octubre | 17:00 | CDF |
|                 | Ñublense             | 0 - 1 | Huachipato                |  | Arístides Bahamondes             | Patricio Polic | 25 de octubre | 17:00 |     |
|                 | Rangers              | 2 - 3 | Universidad de Concepción |  | Fiscal de Talca                  | Jorge Osorio   | 25 de octubre | 17:00 |     |
|                 | Deportes Antofagasta | 4 - 2 | Deportes Melipilla        |  | Regional de Antofagasta          | Álvaro García  | 25 de octubre | 17:00 |     |
|                 | Santiago Morning     | 3 - 5 | Audax Italiano            |  | Municipal de La Pintana          | Enrique Osses  | 25 de octubre | 17:00 |     |
|                 | Universidad de Chile | 2 - 1 | Universidad Católica      |  | Nacional Julio Martínez Prádanos | Pablo Pozo     | 28 de octubre | 19:30 | CDF |
| Libre: Cobresal |                      |       |                           |  |                                  |                |               |       |     |

|                             | Deportes Melipilla   | 1 - 5 | Santiago Morning          |  | Roberto Bravo Santibáñez         | Claudio Fuenzalida | 31 de octubre  | 20:30 |  |
|                             | Audax Italiano       | 1 - 1 | Ñublense                  |  | Monumental                       | Álvaro García      | 1 de noviembre | 17:00 |  |
|                             | Universidad Católica | 4 - 3 | Cobreloa                  |  | San Carlos de Apoquindo          | Carlos Chandía     | 1 de noviembre | 18:30 |  |
|                             | Everton              | 3 - 1 | Provincial Osorno         |  | Sausalito                        | Eduardo Gamboa     | 1 de noviembre | 19:30 |  |
|                             | Deportes La Serena   | 3 - 0 | Palestino                 |  | La Portada                       | Pablo Pozo         | 1 de noviembre | 20:30 |  |
|                             | Cobresal             | 1 - 3 | Universidad de Concepción |  | El Cobre                         | Enrique Osses      | 2 de noviembre | 16:00 |  |
|                             | Universidad de Chile | 5 - 3 | O'Higgins                 |  | Nacional Julio Martínez Prádanos | Eduardo Ponce      | 2 de noviembre | 17:00 |  |
|                             | Huachipato           | 0 - 2 | Colo-Colo                 |  | Municipal de Concepción          | Jorge Osorio       | 2 de noviembre | 19:00 |  |
|                             | Unión Española       | 2 - 1 | Rangers                   |  | Santa Laura                      | Rubén Selmán       | 2 de noviembre | 19:00 |  |
| Libre: Deportes Antofagasta |                      |       |                           |  |                                  |                    |                |       |  |

|                  | Universidad de Concepción | 0 - 1 | Deportes Melipilla   |  | Municipal de Concepción | Álvaro García   | 8 de noviembre | 17:00 | CDF |
|                  | Colo-Colo                 | 1 - 1 | Cobresal             |  | Monumental              | Patricio Polic  | 8 de noviembre | 19:30 | CDF |
|                  | Cobreloa                  | 2 - 1 | Audax Italiano       |  | Municipal de Calama     | Jorge Osorio    | 9 de noviembre | 16:00 |     |
|                  | Provincial Osorno         | 1 - 2 | Unión Española       |  | Rubén Marcos Peralta    | René de la Rosa | 9 de noviembre | 16:00 |     |
|                  | Deportes Antofagasta      | 0 - 1 | Everton              |  | Regional de Antofagasta | Rubén Selmán    | 9 de noviembre | 16:00 |     |
|                  | Ñublense                  | 0 - 2 | Universidad Católica |  | Municipal de Concepción | Eduardo Ponce   | 9 de noviembre | 16:00 | CDF |
|                  | Santiago Morning          | 3 - 2 | Deportes La Serena   |  | Municipal de La Pintana | Carlos Chandía  | 9 de noviembre | 16:00 |     |
|                  | O'Higgins                 | 3 - 2 | Huachipato           |  | El Teniente             | Manuel Acosta   | 9 de noviembre | 18:15 |     |
|                  | Rangers                   | 1 - 0 | Universidad de Chile |  | Fiscal de Talca         | Claudio Puga    | 9 de noviembre | 18:15 | CDF |
| Libre: Palestino |                           |       |                      |  |                         |                 |                |       |     |

## Play-Off's
Terminada la Fase Clasificatoria, los clasificados de la etapa anterior (de manera directa y a través del repechaje), pasan a un torneo de eliminación directa, para definir al campeón del torneo.
|  | Cuartos de final      | Cuartos de final      | Cuartos de final      |   |               | Semifinales                       | Semifinales                       | Semifinales                       |  |  | Final                | Final                | Final                |
|  | 15 al 23 de noviembre | 15 al 23 de noviembre | 15 al 23 de noviembre |   |               | 29 de noviembre al 6 de diciembre | 29 de noviembre al 6 de diciembre | 29 de noviembre al 6 de diciembre |  |  | 14 y 20 de diciembre | 14 y 20 de diciembre | 14 y 20 de diciembre |
|  |                       |                       |                       |   |               |                                   |                                   |                                   |  |  |                      |                      |                      |
|  | Colo-Colo             | 1                     | 4                     |   |               |                                   |                                   |                                   |  |  |                      |                      |                      |
|  | Huachipato            | 1                     | 2                     |   |               |                                   |                                   |                                   |  |  |                      |                      |                      |
|  | Huachipato            | 1                     | 2                     |   | Colo-Colo (v) | 3                                 | 2                                 |                                   |  |  |                      |                      |                      |
|  |                       |                       |                       |   | Colo-Colo (v) | 3                                 | 2                                 |                                   |  |  |                      |                      |                      |
|  |                       | Cobreloa              | 3                     | 2 |               |                                   |                                   |                                   |  |  |                      |                      |                      |
|  | Universidad de Chile  | Cobreloa              | 3                     | 2 | 0             | 3                                 |                                   |                                   |  |  |                      |                      |                      |
|  | Universidad de Chile  |                       |                       |   | 0             | 3                                 |                                   |                                   |  |  |                      |                      |                      |
|  | Cobreloa              | 3                     | 2                     |   |               |                                   |                                   |                                   |  |  |                      |                      |                      |
|  |                       |                       |                       |   |               |                                   |                                   |                                   |  |  | Colo-Colo            | 1                    | 3                    |
|  |                       |                       | Palestino             | 1 | 1             |                                   |                                   |                                   |  |  |                      |                      |                      |
|  | Palestino             | 2                     | 2                     |   |               |                                   |                                   |                                   |  |  |                      |                      |                      |
|  | O'Higgins             | 2                     | 1                     |   |               |                                   |                                   |                                   |  |  |                      |                      |                      |
|  | O'Higgins             | 2                     | 1                     |   | Palestino (v) | 2                                 | 0                                 |                                   |  |  |                      |                      |                      |
|  |                       |                       |                       |   | Palestino (v) | 2                                 | 0                                 |                                   |  |  |                      |                      |                      |
|  |                       | Rangers               | 2                     | 0 |               |                                   |                                   |                                   |  |  |                      |                      |                      |
|  | Rangers (v)           | Rangers               | 2                     | 0 | 3             | 1                                 |                                   |                                   |  |  |                      |                      |                      |
|  | Rangers (v)           |                       |                       |   | 3             | 1                                 |                                   |                                   |  |  |                      |                      |                      |
|  | Universidad Católica  | 3                     | 1                     |   |               |                                   |                                   |                                   |  |  |                      |                      |                      |

- Nota: En cada llave, el equipo que ocupa la primera línea es el que definió la serie como local.

### Repechaje
|  | Everton | 0 - 3 | Cobreloa |  | Sausalito | Carlos Chandía | 12 de noviembre | 20:00 | CDF |

### Cuartos de final
En esta ronda fueron eliminados los equipos que ocuparon el 1.º, 5.º, 7.º y 8.º lugar de la Fase Clasificatoria. Universidad de Chile, quien fue el mejor de la Fase Clasificatoria, fue eliminado de manera categórica por Cobreloa, que ingresó por el repechaje. Los naranjas vencieron a los azules 3–0 en Calama, asegurando en gran parte su clasificación. En la vuelta jugada en el Estadio Nacional, Universidad de Chile ganó por 3–2, pero no fue suficiente para alcanzar las semifinales. Este encuentro fue el último de Marcelo Salas como futbolista profesional, donde además anotó dos goles. Por su parte Colo-Colo eliminó a un complicado Huachipato, ya que el cuadro acerero consiguió un empate 1–1 en la ida y en el partido de vuelta presionó constantemente al equipo colocolino. Finalmente sería Colo-Colo el clasificado, ya que ganó de local por 4–2, con un polémico arbitraje de Enrique Osses en el Estadio Monumental. La otra llave enfrentaba al sorprendente Palestino y a O'Higgins, donde el juego ofensivo de los rancagüinos no pudo con el potente contragolpe de los árabes, ya que Palestino consiguió un empate 2–2 de visita y cerró la llave con un triunfo de 2 goles a 1. La última llave fue ganada por Rangers, que se enfrentó a Universidad Católica, donde los talquinos aseguraron su gran parte de su clasificación en el partido de ida, ya que lograron un valioso empate 3–3 en el Estadio San Carlos de Apoquindo y en la vuelta empataron 1–1, consiguiendo el paso a semifinales por los goles de visita.
|  | Cobreloa             | 3 - 0 | Universidad de Chile |  | Municipal de Calama     | Enrique Osses | 15 de noviembre | 16:00 | CDF |
|  | Huachipato           | 1 - 1 | Colo-Colo            |  | Municipal de Concepción | Rubén Selmán  | 15 de noviembre | 18:15 | CDF |
|  | O'Higgins            | 2 - 2 | Palestino            |  | El Teniente             | Manuel Acosta | 15 de noviembre | 20:30 | CDF |
|  | Universidad Católica | 3 - 3 | Rangers              |  | San Carlos de Apoquindo | Eduardo Ponce | 16 de noviembre | 16:00 | CDF |

|  | Palestino            | 2 - 1 | O'Higgins            |  | Municipal de La Cisterna         | Jorge Osorio   | 22 de noviembre | 16:30 | CDF |
|  | Colo-Colo            | 4 - 2 | Huachipato           |  | Monumental                       | Enrique Osses  | 22 de noviembre | 19:00 | CDF |
|  | Rangers              | 1 - 1 | Universidad Católica |  | Fiscal de Talca                  | Carlos Chandía | 23 de noviembre | 16:30 | CDF |
|  | Universidad de Chile | 3 - 2 | Cobreloa             |  | Nacional Julio Martínez Prádanos | Rubén Selmán   | 23 de noviembre | 19:00 | CDF |

### Semifinales
Esta semifinal enfrentó a 3 de los 4 mejores equipos del campeonato y al que ingresó por el repechaje. La parejas unieron a los eternos candidatos al título (Colo-Colo y Cobreloa) y a los cuadros más modestos de la Primera División (Palestino y Rangers). La primera llave fue vista como una final anticipada, mientras la segunda era una novedad, ya que ambos cuadros llegaban en contadas ocasiones a esta instancia. Colo-Colo pasó a su quinta final consecutiva en este tipo de torneo sobrepasando a Cobreloa. En Calama consiguieron un empate 3–3, que le dio la primera opción para pasar a la final. En el Estadio Monumental se empató 2–2, siendo beneficiado por los goles de visita. Mientras Palestino impuso su sistema de juego y clasificó a la final, con la posibilidad de reeditar el título conseguido en 1978. La llave se definió en el partido de ida, ya que a último momento los árabes lograron un empate 2–2 en Talca. En la vuelta, Palestino aguantó un 0 a 0 y clasificó por los goles de visita.
|  | Cobreloa | 3 - 3 | Colo-Colo |  | Municipal de Calama | Jorge Osorio | 29 de noviembre | 16:00 | CDF |
|  | Rangers  | 2 - 2 | Palestino |  | Fiscal de Talca     | Pablo Pozo   | 30 de noviembre | 12:00 | CDF |

|  | Palestino | 0 - 0 | Rangers  |  | Municipal de La Pintana | Enrique Osses  | 6 de diciembre | 16:30 | CDF |
|  | Colo-Colo | 2 - 2 | Cobreloa |  | Monumental              | Carlos Chandía | 6 de diciembre | 20:15 | CDF |

### Final
|  | Palestino | 1 - 1 | Colo-Colo |  | Nacional Julio Martínez Prádanos | Rubén Selmán | 14 de diciembre | 18:30 | CDF |

|  | Colo-Colo | 3 - 1 | Palestino |  | Monumental | Carlos Chandía | 20 de diciembre | 18:30 | CDF |

## Campeón
|                               |
| Campeón Colo-Colo 28.º título |
|                               |

## Tabla GeneralTemporada 2008

### ClasificaciónCopa Libertadores 2009
Los equipos que van a la Copa Libertadores 2009 serán:
- Chile 1: Everton, campeón del Torneo de Apertura.
- Chile 2: Colo-Colo, campeón del Torneo de Clausura.
- Chile 3: Universidad de Chile, equipo con el mejor puntaje en la tabla general de la Fase Clasificatoria del Torneo de Clausura.

## Estadísticas

### Goleadores
Goleadores del torneo.
| Jugador              | Jugador          | Goles | Equipo               |
| -------------------- | ---------------- | ----- | -------------------- |
| Bandera de Argentina | Lucas Barrios    | 18    | Colo-Colo            |
| Bandera de Argentina | Gastón Cellerino | 16    | Rangers              |
| Bandera de Paraguay  | Néstor Bareiro   | 16    | O'Higgins            |
| Bandera de Chile     | Julio Gutiérrez  | 12    | Universidad Católica |
| Bandera de Chile     | Leonardo Monje   | 10    | Huachipato           |
| Bandera de Argentina | Gustavo Canales  | 10    | Deportes La Serena   |
| Bandera de Chile     | Daniel González  | 10    | Cobreloa             |
| Bandera de Chile     | Francisco Ibáñez | 10    | Palestino            |
| Bandera de Argentina | Gustavo Savoia   | 10    | Cobreloa             |
| Bandera de Argentina | Rodrigo Mannara  | 10    | Cobreloa             |

### Tripletas, pókers o manos
Aquí se encuentra la lista de tripletas o hat-tricks, póker de goles y manos (en general, tres o más goles anotados por un jugador en un mismo encuentro) convertidos durante el torneo:
| # | Fecha      | Jugador             | Goles | Local     | Resultado | Visitante          | Jornada |
| - | ---------- | ------------------- | ----- | --------- | --------- | ------------------ | ------- |
| 1 | 26/07/2008 | Sebastián Tagliabúe |       | Everton   | 5 - 5     | Deportes La Serena | 6       |
| 2 | 26/07/2008 | Gustavo Canales     |       | Everton   | 5 - 5     | Deportes La Serena | 6       |
| 3 | 24/10/2008 | Lucas Barrios       |       | Colo-Colo | 3 - 0     | Deportes La Serena | 17      |

### Equipo IdealEl Gráfico
El Equipo Ideal es un premio que se le entrega a los mejores jugadores del torneo y es organizado por el diario Chileno El Gráfico
| Posición  | Jugador             | Equipo               |
| --------- | ------------------- | -------------------- |
| Arquero   | Cristián Muñoz      | Colo-Colo            |
| Defensa   | Luis Pedro Figueroa | Colo-Colo            |
| Defensa   | Christian Vilches   | Palestino            |
| Defensa   | Rodrigo Barra       | Rangers              |
| Defensa   | Mauricio Arias      | Everton              |
| Volante   | Arturo Sanhueza     | Colo-Colo            |
| Volante   | Gary Medel          | Universidad Católica |
| Volante   | Jaime Riveros       | Everton              |
| Volante   | Walter Montillo     | Universidad de Chile |
| Delantero | Fabián Orellana     | Audax Italiano       |
| Delantero | Lucas Barrios       | Colo-Colo            |

En cursiva el mejor jugador del torneo

### Autogoles
| Autogoles               | Autogoles                 | Autogoles                 | Autogoles | Autogoles            |
| Jugador                 | Equipo                    | Favorecido                | Goles     | Fecha                |
| ----------------------- | ------------------------- | ------------------------- | --------- | -------------------- |
| Nelson López            | Unión Española            | Universidad Católica      | 1         | 3                    |
| Rodrigo Barra           | Rangers                   | Deportes Antofagasta      | 1         | 3                    |
| Iván Guillauma          | Cobreloa                  | Deportes La Serena        | 1         | 5                    |
| José Pablo Burtovoy     | Provincial Osorno         | Universidad de Concepción | 1         | 6                    |
| Fernando Solís          | Universidad de Concepción | Palestino                 | 1         | 7                    |
| Juan José Ribera        | Ñublense                  | Santiago Morning          | 1         | 9                    |
| Cristóbal González      | O'Higgins                 | Ñublense                  | 1         | 12                   |
| Carlos Labrín           | Huachipato                | Deportes La Serena        | 1         | 13                   |
| Luis Fuentes            | Cobreloa                  | Santiago Morning          | 1         | 15                   |
| Boris González          | Universidad Católica      | Universidad de Chile      | 1         | 17                   |
| Santiago Gentiletti     | Provincial Osorno         | Everton                   | 1         | 18                   |
| Federico Martorell      | O'Higgins                 | Universidad de Chile      | 1         | 18                   |
| Cristóbal González      | O'Higgins                 | Universidad de Chile      | 1         | 18                   |
| Jorge Sotomayor         | Deportes La Serena        | Santiago Morning          | 1         | 19                   |
| Cristóbal González      | O'Higgins                 | Palestino                 | 1         | Cuartos de final (V) |
| Rodolfo Martín Ferrando | Rangers                   | Palestino                 | 1         | Semifinal (I)        |

## Asistencia en los estadios
Fecha de actualización: 20 de diciembre de 2008

### 20 partidos con mejor asistencia
| Jornada                   | Estadio                          | Ciudad/Comuna    | Local                | Visita                    | Público |
| ------------------------- | -------------------------------- | ---------------- | -------------------- | ------------------------- | ------- |
| Semifinal (Vuelta)        | Monumental                       | Macul (Santiago) | Colo-Colo            | Cobreloa                  | 47.500  |
| Final (Vuelta)            | Monumental                       | Macul (Santiago) | Colo-Colo            | Palestino                 | 42.500  |
| 15                        | Monumental                       | Macul (Santiago) | Colo-Colo            | Universidad de Chile      | 40.000  |
| 17                        | Nacional Julio Martínez Prádanos | Ñuñoa (Santiago) | Universidad de Chile | Universidad Católica      | 35.476  |
| Cuartos de final (Vuelta) | Monumental                       | Macul (Santiago) | Colo-Colo            | Huachipato                | 35.000  |
| Final (Ida)               | Nacional Julio Martínez Prádanos | Ñuñoa (Santiago) | Palestino            | Colo-Colo                 | 31.000  |
| 18                        | Nacional Julio Martínez Prádanos | Ñuñoa (Santiago) | Universidad de Chile | O'Higgins                 | 30.000  |
| Cuartos de final (Vuelta) | Nacional Julio Martínez Prádanos | Ñuñoa (Santiago) | Universidad de Chile | Cobreloa                  | 25.221  |
| 7                         | Nacional Julio Martínez Prádanos | Ñuñoa (Santiago) | Universidad Católica | Colo-Colo                 | 22.754  |
| 3                         | Monumental                       | Macul (Santiago) | Colo-Colo            | Palestino                 | 22.500  |
| 7                         | Nacional Julio Martínez Prádanos | Ñuñoa (Santiago) | Universidad de Chile | Cobreloa                  | 20.000  |
| 1                         | Monumental                       | Macul (Santiago) | Colo-Colo            | Provincial Osorno         | 20.000  |
| 11                        | Monumental                       | Macul (Santiago) | Colo-Colo            | Santiago Morning          | 20.000  |
| 12                        | Nacional Julio Martínez Prádanos | Ñuñoa (Santiago) | Universidad de Chile | Huachipato                | 20.000  |
| 6                         | Nacional Julio Martínez Prádanos | Ñuñoa (Santiago) | Universidad de Chile | Deportes Melipilla        | 18.000  |
| 12                        | Regional                         | Antofagasta      | Deportes Antofagasta | Colo-Colo                 | 18.000  |
| 10                        | Nacional Julio Martínez Prádanos | Ñuñoa (Santiago) | Universidad de Chile | Universidad de Concepción | 17.500  |
| 5                         | Monumental                       | Macul (Santiago) | Colo-Colo            | Rangers                   | 16.500  |
| 14                        | Nacional Julio Martínez Prádanos | Ñuñoa (Santiago) | Universidad de Chile | Deportes Antofagasta      | 15.000  |
| 17                        | Monumental                       | Macul (Santiago) | Colo-Colo            | Deportes La Serena        | 15.000  |
| 18                        | Municipal                        | Concepción       | Huachipato           | Colo-Colo                 | 15.000  |
| 19                        | Monumental                       | Macul (Santiago) | Colo-Colo            | Cobresal                  | 15.000  |

### Promedio de asistencia por equipos
| #  | Club                      | Promedio | Público total | Partidos de local | Estadio |
| -- | ------------------------- | -------- | ------------- | ----------------- | --- |
| 1  | Colo-Colo                 | 24.583   | 295.000       | 12                | Monumental (Macul, Gran Santiago) |
| 2  | Universidad de Chile      | 20.565   | 205.658       | 10                | Nacional Julio Martínez Prádanos (Ñuñoa, Gran Santiago) |
| 3  | Universidad Católica      | 8.345    | 75.111        | 9                 | San Carlos de Apoquindo (Las Condes, Gran Santiago) (8 partidos) Nacional Julio Martínez Prádanos (Ñuñoa, Gran Santiago) (1 partido)                                       |
| 4  | O'Higgins                 | 6.763    | 74.394        | 11                | El Teniente (Rancagua) |
| 5  | Rangers                   | 6.075    | 60.758        | 10                | Fiscal (Talca) |
| 6  | Everton                   | 6.064    | 60.640        | 10                | Sausalito (Viña del Mar) |
| 7  | Palestino                 | 5.218    | 57.405        | 11                | Municipal (La Cisterna, Gran Santiago) (8 partidos) Nacional Julio Martínez Prádanos (Ñuñoa, Gran Santiago) (2 partidos) Municipal (La Pintana, Gran Santiago) (1 partido) |
| 8  | Cobreloa                  | 4.665    | 46.652        | 10                | Municipal (Calama) |
| 9  | Unión Española            | 4.250    | 42.500        | 10                | Santa Laura (Independencia, Gran Santiago) (9 partidos) Nacional Julio Martínez Prádanos (Ñuñoa, Gran Santiago) (1 partido)                                                |
| 10 | Deportes Antofagasta      | 4.000    | 40.000        | 10                | Regional (Antofagasta) |
| 11 | Huachipato                | 3.752    | 37.529        | 10                | Municipal (Concepción) (7 partidos) Las Higueras (Talcahuano) (3 partidos)                                                                                                 |
| 12 | Audax Italiano            | 3.749    | 33.742        | 9                 | Monumental (Macul, Gran Santiago) (8 partidos) Nacional Julio Martínez Prádanos (Ñuñoa, Gran Santiago) (1 partido)                                                         |
| 13 | Provincial Osorno         | 3.580    | 35.800        | 10                | Rubén Marcos Peralta (Osorno) |
| 14 | Ñublense                  | 3.288    | 29.594        | 9                 | Arístides Bahamondes (Chillán Viejo) (7 partidos) Municipal (Concepción) (2 partidos)                                                                                      |
| 15 | Universidad de Concepción | 3.269    | 32.699        | 10                | Municipal (Concepción) (8 partidos) El Morro (Talcahuano) (2 partidos) |
| 16 | Deportes La Serena        | 3.260    | 29.348        | 9                 | La Portada (La Serena) |
| 17 | Santiago Morning          | 2.015    | 18.141        | 9                 | Municipal (La Pintana, Gran Santiago) (8 partidos) Monumental (Macul, Gran Santiago) (1 partido)                                                                           |
| 18 | Deportes Melipilla        | 1.625    | 14.631        | 9                 | Roberto Bravo Santibáñez (Melipilla) |
| 19 | Cobresal                  | 1.230    | 11.075        | 9                 | El Cobre (El Salvador) |